# Експеримент на Милър-Юри
Експериментът на Милър-Юри е химичен експеримент от 1952 г., който симулира условията, за които по това време се счита, че са преобладавали в ранната история на Земята, с цел изследване на теорията за химичния произход на живота. По това време е популярна хипотезата на Александър Опарин и Джон Холдейн, че предполагаемите условия на първобитната Земя са благоприятни за протичане на химични реакции, в които от по-прости неорганични прекурсори се синтезират по-сложни органични съединения. Считан е за класически експеримент в изследванията на произхода на живота. Проведен е от Стенли Милър и Харолд Юри в Чикагския университет и по-късно в Калифорнийския университет, Сан Диего и е публикуван през 1953 г.
След смъртта на Милър през 2007 г., учените изследват запечатаните епруветки, запазени от първоначалните експерименти, и показват, че в тях се съдържат повече от 20 различни аминокиселини, създадени в хода на първоначалните опити. Това число значително надвишава първоначално докладваното от Милър, и е повече от 20-те, които възникват по естествен път в природата.Последните доказателства сочат, че ранната атмосфера на Земята вероятно е имала различен състав от газа, който Милър използва в експеримента си, но пребиотичните опити продължават да произвеждат рацемати на прости до сложни съединения при различни условия.

## Експеримент
Експериментът включва вода (H2O), метан (CH4), амоняк (NH3) и водород (H2). Химикалите са затворени в стерилна 5-литрова стъклена колба, свързана с 500-милилитрова полупълна колба с вода. Водата в по-малката колба се нагрява, докато започне изпарение, а водната пара се отвежда към по-голямата колба. Между електроди в голямата колба се създават непрекъснато електрически искри, за да се симулират мълнии във водната пара и газовата смес, след което симулираната атмосфера се охлажда, за да може водата да кондензира и да потече към U-образното дъно на съоръжението. След един ден разтворът на дъното става розов на цвят. След една седмица постоянна работа, кипящата колба се отстранява и се добавя живачен хлорид, за да се предотврати микробно замърсяване. Реакцията се спира с добавянето на бариев хидроксид и сярна киселина, след което се изпарява, за да се отстранят примесите. Използвайки хартиена хроматография, Милър идентифицира пет аминокиселини в разтвора: глицин, α-аланин, β-аланин, аспарагинова киселина и α-аминобутирова киселина.
В днешно време за експеримента се грижи бившият студент на Милър и Юри, Джефри Бада, професор в института по океанография Скрипс към Калифорнийския университет, Сан Диего. Апаратът, който е използван за провеждане на оригиналния експеримент, днес е изложен в Денвърския природонаучен музей.

## Химия
Едностъпковите реакции сред компонентите на сместа могат да образуват циановодород (HCN), формалдехид (CH2O) и други активни съединения (ацетилен, цианоацетилен и др.):
CO2 → CO + [O]
CH4 + 2[O] → CH2O + H2O
CO + NH3 → HCN + H2O
CH4 + NH3 → HCN + 3H2
Формалдехидът, амонякът и циановодородът тогава реагират чрез синтез на Щрекер, образувайки аминокиселини и други биомолекули:
CH2O + HCN + NH3 → NH2-CH2-CN + H2O
NH2-CH2-CN + 2H2O → NH3 + NH2-CH2-COOH (глицин)
Освен това, водата и формалдехидът могат да реагират чрез реакция на Бутлеров, за да произведат различни захари (например рибоза).
Експериментът доказва, че прости органични вещества или съставни части на протеини и други макромолекули могат да се образуват от газове с внасянето на енергия.